# Les chemins de ma maison
Les chemins de ma maison è il quarto album in lingua francese della cantante canadese Céline Dion, pubblicato in Québec il 7 settembre 1983.

## Contenuti
Solo due anni dopo il suo debutto, Céline era già una star affermata in Québec. Per promuovere il suo prossimo album, dal titolo Les chemins de ma maison, il manager René Angélil ha tirato fuori tutte le sue armi. Radio-Canada trasmise un documentario speciale di un'ora sulla sua giovane carriera. Dopo la pubblicazione di quest'ultimo lavoro iniziò il suo primo tour e venne pubblicata la prima biografia su Céline.
Eddy Marnay, ancora una volta, fu autore delle bellissime ballate che compongono l'album. Mon ami m'a quittée, Du soleil au cœur e Les chemins de ma maison sono diventati dei classici istantanei nel repertorio di Céline. All'interno dell'album sono presenti delle cover come Ne me plaignez pas, utilizzato come secondo singolo, è una cover in francese di Please Do not Sympathize, originariamente registrato da Sheena Easton e tradotta da Eddy Marnay.  Un'altra cover è Mamy Blue, interpretata originariamente dai Pop Tops e poi re-interpretata da altri artisti in varie lingue (Johnny Dorelli, Dalida, Demis Roussos).

## Successo commerciale e riconoscimenti
L'album è stato il più venduto dell'anno in Québec, una novità per la cantante, che si ripeterà spesso durante la sua carriera. Ha ottenuto la certificazione di disco d'oro in Canada per aver venduto 100 000 copie. Ha ricevuto due Félix Award per il Miglior Album più venduto dell'Anno e come Miglior Cantante Femminile dell'Anno ed è stata candidata anche nelle categorie: Album Pop dell'Anno e Miglior Artista dell'Anno con più successo al di fuori del Québec. Il primo singolo Mon ami m'a quittée ha scalato la classifica del Québec rimanendovi per nove settimane.
Nell'ottobre 1983, la Dion pubblicò il suo primo album in Francia, chiamato Du soleil au cœur, con la stessa copertina di Les chemins de ma maison e sei brani tratti da questo album.

## Tracce

### Les chemins de ma maison

#### Lato A
1. Mon ami m'a quittée – 3:00 (Eddy Marnay, Thierry Geoffroy, Christian Loigerot)
2. Toi sur ta montagne – 3:58 (Marnay, Alain Noreau)
3. Ne me plaignez pas – 3:00 (Marnay, Steve Thompson) – (brano di Sheena Easton, da Please Don't Sympathise, 1971)
4. Vivre et donner – 2:28 (Marnay, Ben Kaye)
5. Mamy Blue – 3:22 (Hubert Giraud) – (brano dei Pop-Tops, da Grief and Torture, 1971)

#### Lato B
1. Du soleil au cœur – 2:40 (Marnay, Jean Claude Massoulier, André Popp)
2. Et puis un jour – 3:12 (Marnay, Noreau)
3. Hello mister Sam – 4:12 (Marnay, Geoffroy Loigerot)
4. La dodo la do – 3:00 (Marnay, Christian Gaubert)
5. Les chemins de ma maison – 4:15 (Marnay, Alain Bernard, Patrick Lemaitre)